# Апостольский нунций в Тонге
Апостольский нунций в Королевстве Тонга — дипломатический представитель Святого Престола в Тонге. Данный дипломатический пост занимает церковно-дипломатический представитель Ватикана в ранге посла. Апостольская нунциатура в Тонге была учреждена на постоянной основе 28 августа 1994 года.
В настоящее время Апостольским нунцием в Тонге является архиепископ, назначенный Папой Львом XIV.

## История
Апостольская нунциатура в Тонге была учреждена на постоянной основе 28 августа 1994 года, папой римским Иоанном Павлом II, отделяя её от апостольской делегатуры на Тихом океане. Однако апостольский нунций не имеет официальной резиденции в Тонге, в его столице Нукуалофе и является апостольским нунцием по совместительству, эпизодически навещая страну. Резиденцией апостольского нунция в Тонге является Веллингтон — столица Новой Зеландии.

## Апостольские нунции в Тонге
- Томас А. Уайт — (17 сентября 1994 — 27 апреля 1996);
- Патрик Коувни — (27 апреля 1996 года — 25 января 2005 — назначен апостольским нунцием в Греции);
- Чарльз Дэниэл Бэлво — (1 апреля 2005 — 17 января 2013 — назначен апостольским нунцием в Кении и Постоянным наблюдателем в органах Организации Объединённых Наций по окружающей среде и человеческим поселениям);
- Мартин Кребс — (18 января 2014 — 16 июня 2018 — назначен апостольским нунцием в Уругвае);
- Новатус Ругамбва — (30 ноября 2019 — 27 июля 2024, в отставке).